# Список льодовиків у Європі

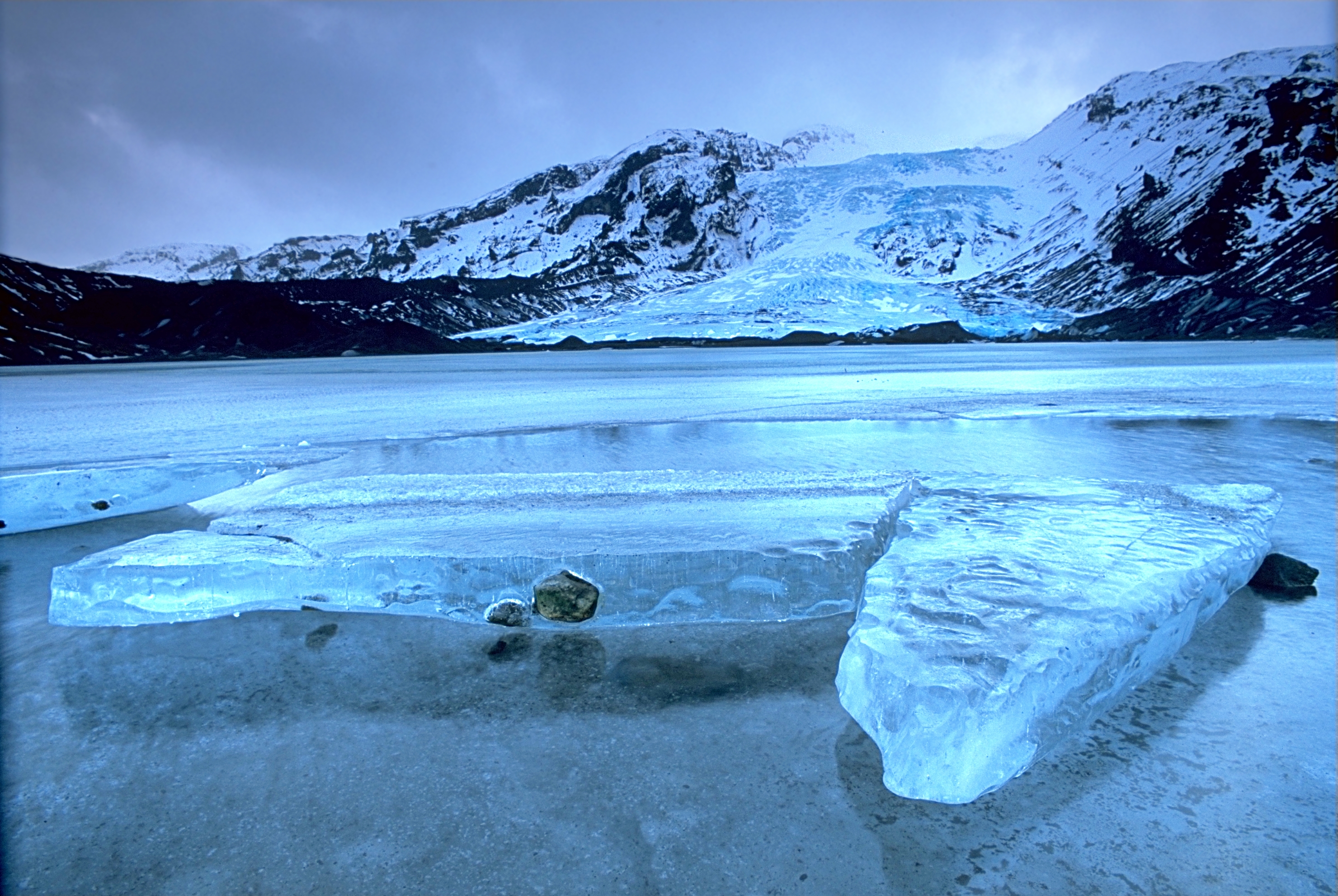
Ейяф'ятлайокютль, Ісландія.

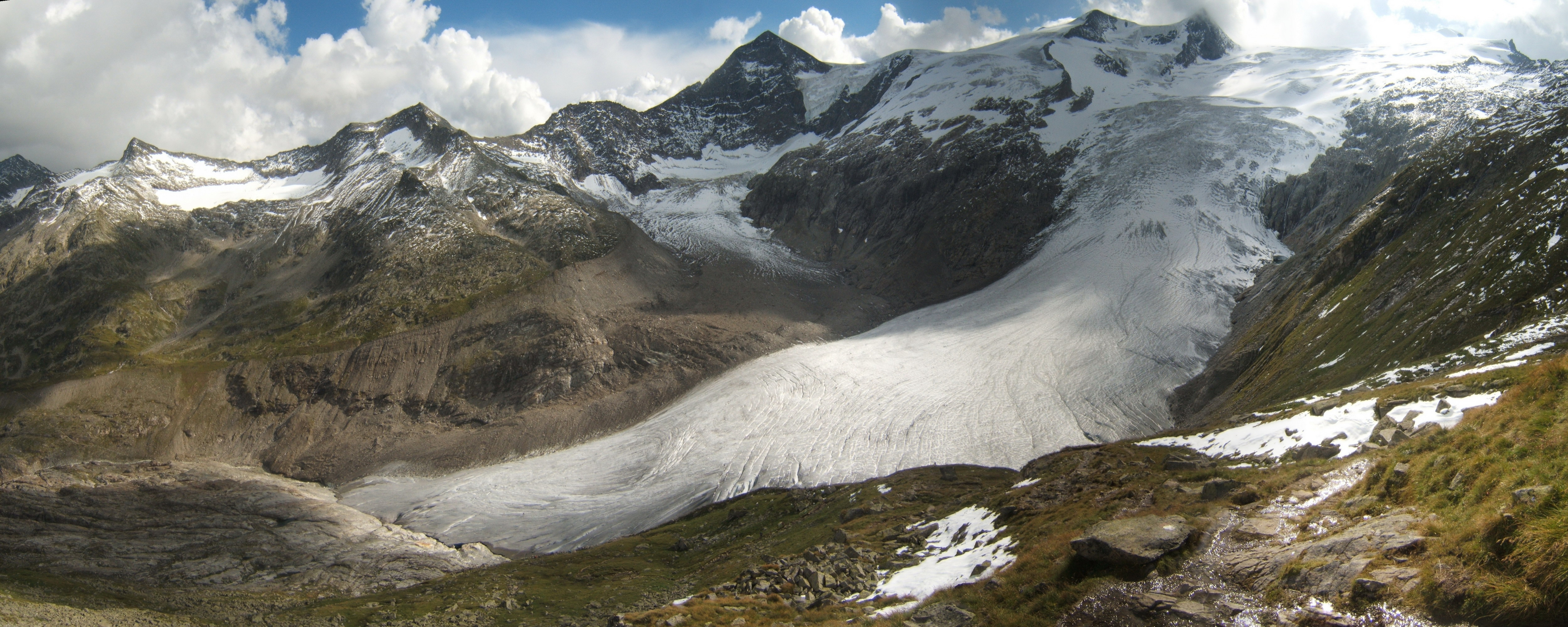
Шлятенкіс, Австрія.

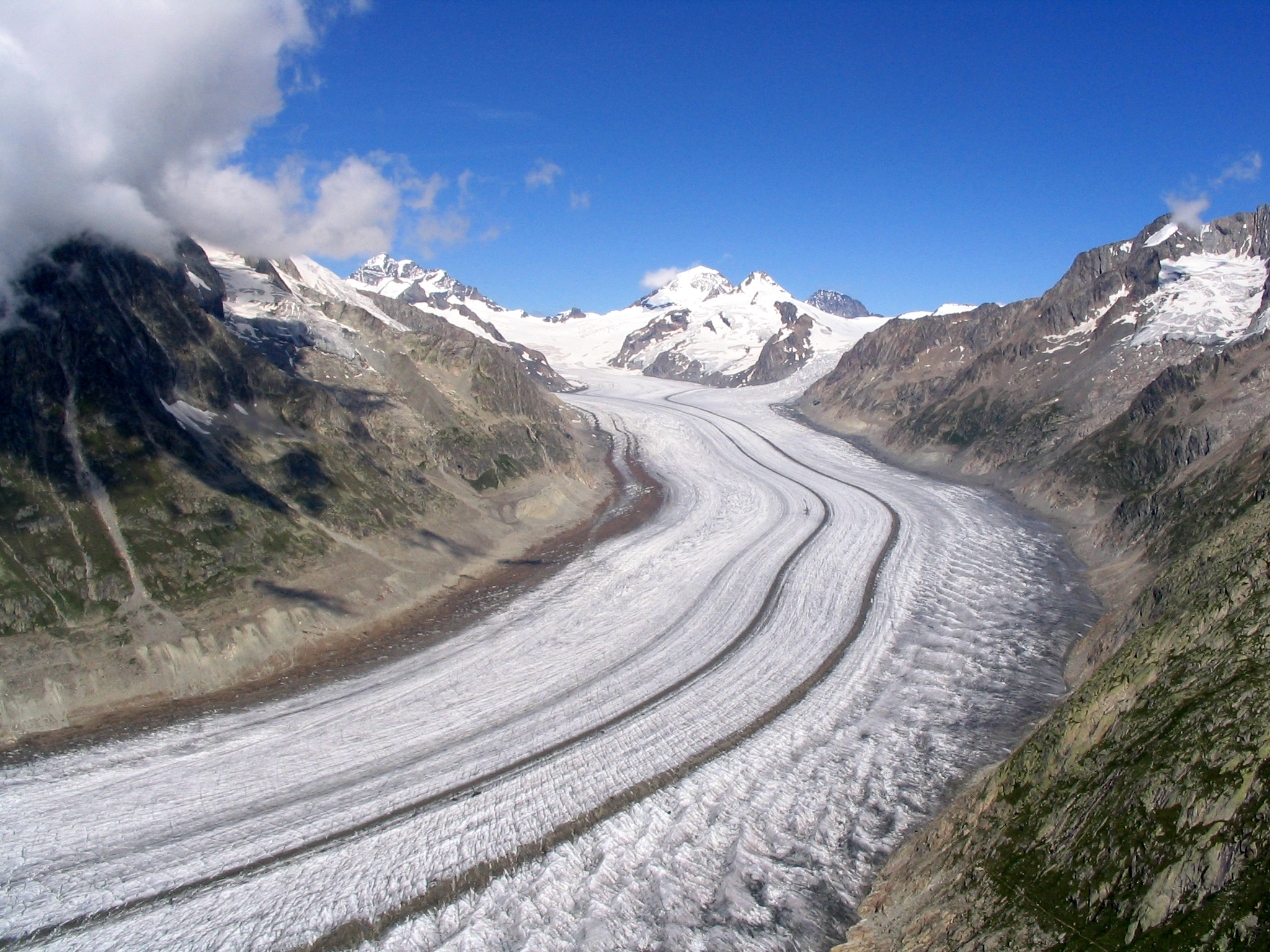
Алецький льодовик, Швейцарія.

Це список льодовиків у Європі.

## Список льодовиків

### Ісландія
- Баркардалсйокютль
- Ейріксйєкудль
- Еяф'ятлайокютль
- Дрангайокюдль
- Ґлюфурарйокюдль
- Лаунгйокюдль
- Хялтадалсйокул
- Гофсйокутль
- Калдаклофсйокютль (Калдаклофсфйотль)
- Камбсйокютль
- Міркарйокютль
- Мірдальсйокудль
- Снайфетльсйокутль
- Тіндф'ятлайокутль
- Торфайокюдль
- Тунгнафеллсйокюдль
- Тунґнахріґсйокютль
- Ватнайокутль
- Віндхеймайокютль
- Тоуріс'єкудль
- Траундарйокюдль
- Тверарйокютль

### Норвегія
- Аустфонна
- Бльоманнсісен
- Буарбрін
- Фолгефонна
- Фростісен
- Ґітсейїґхаа
- Харбардсбрін
- Харданґєрйокулен
- Йостедаль
- Міклябустбрін
- Нудре Фолгефонна (Півнчна Фолгефонна)
- Окстіндбрін
- Спотеґбрін
- Сулітєлмаісен
- Свартісен
- Сондре Фолгефонна (Південна Фолгефонна)
- Сорбрін
- Оксфйордйокелен

### Грузія
- Абано
- Адіші
- Бокхо
- Чата
- Денкара
- Девдоракскій
- Долра
- Донгузорун-Чегет-Карабаші (Донгуз-Орун)
- Гергеті (Гергетський льодовик)
- Ледешдві
- Лекзірі
- Мна
- Нотсарула
- Цанері
- Твібері

### Німеччина
- Хйоллєнтальфернер
- Шніфернер
- Вацманн
- Блауес

### Австрія
- Пастерце
- Шлятенкіс
- Кіцштангорн
- Хінтертукс
- Штубай
- Піцталь
- Реттенбах

### Румунія
- Скерішоара
- Фокул-Віу

### Франція
- Мер де Ґляс (Море льоду)
- Аржонтьєр
- Белькут
- Буссун
- Пеклє
- Санкт-Сорлен
- Ґіброуляз
- Саренн
- Ноар
- Блан
- Ґлесьє де Ґлесьє
- Ла-Гранд-Мотт

### Іспанія
Льодовики в горах Сьєрра-Невада і Пікус де-Європа розтанули до кінця 19-го століття. У 2006 році десять невеликих льодовиків залишаються в іспанських Піренеях. Найбільші з них:
- Ането
- Монте-Пердідо
- Піко-дель-Інферно (Пік Пекла)
- Посетс

### Італія
Італійський гляціологічний комітет повідомляє про понад 700 льодовиків в Італії.
- Борс
- Бренва
- Кальдероне
- Канін
- Карейзер
- Форні
- Фребудже
- Лекс-Бланке
- Лоббя
- Льоцце
- Ліс
- Мадаццо
- Мандроне
- Маре
- Мармолада
- Міаж
- Монтаза
- Платільоле
- Пра-Сек
- Презена
- Сезія
- Тула
- Трезеро
- Тріолет
- Вінь

### Швеція
Швеція має загалом близько 300 льодовиків. Найбільшим з них є Стуорієкна в с. Сулітєлма площею 13 км².

### Швейцарія
- Алецький льодовик
- Аллалін
- Брюнеґ
- Корбасьєр
- Фі
- Ферпекль
- Фішер
- Фіндель
- Ґаулі
- Ґорнер
- Аролла
- Гюфіфірн
- Кандер
- Ланг
- Нижній Грінделвальд
- Мон-Міні
- Мортерач
- Обералеч
- Обераар
- Утемма
- Плейн-Морте
- Рон
- Саліна
- Тріфт
- Тсіжйор-Нуві
- Тсанфлерун
- Унтераар
- Верхній Грінделвальд
- Зіналь
- Цмутт
- Ворабфірн

### Болгарія
- Банскі Суходіл (Снєжанка) — найпівденніший в Європі.[5][6][7][8]

### Росія
- Колка
- Льодовикова шапка Північного острова (Найбільший за площею в Європі)

### Словенія
- Триглав[9]
- Льодовик під Скута